# Epidendrum wallisii
Epidendrum wallisii är en orkidéart som beskrevs av Heinrich Gustav Reichenbach. Epidendrum wallisii ingår i släktet Epidendrum och familjen orkidéer. Inga underarter finns listade i Catalogue of Life.